# Каракульський сільський округ
Караку́льський сільський округ (каз. Қаракөл ауылдық округі, рос. Каракульский сельский округ) — адміністративна одиниця у складі Каратобинського району Західноказахстанської області Казахстану. Адміністративний центр — село Актай.
Населення — 729 осіб (2021; 1011 у 2009, 1342 у 1999, 1604 у 1989).
Станом на 1989 рік існувала Каракульська сільська рада (села Актайсай, Алаколь, Косколь, Миншукир). 2023 року село Косколь було передане до складу Єгіндикольського сільського округу.

## Склад
До складу округу входять такі населені пункти:
| Населений пункт | Старі назви         | Населення, осіб (1989) | Населення, осіб (1999) | Населення, осіб (2009) | Населення, осіб (2021) |
| --------------- | ------------------- | ---------------------- | ---------------------- | ---------------------- | ---------------------- |
| Актай, село     | Актайсай            | 1141                   | 908                    | 723                    | 509                    |
| Алаколь, село   | -                   | 349                    | 362                    | 288                    | 220                    |
| Тобекудук, село | Миншукир, Миншункир | 114                    | 72                     | -                      | -                      |